# 星天牛
星天牛是華南及東南亞特有的一種鞘翅目天牛科星天牛屬昆虫，分佈於中國亞熱帶地區（以福建省及江蘇省為主）、香港、越南、馬來西亞、大韩民国、臺灣、及日本，因其幼虫蛀食树干，导致树木衰弱死亡，一般都被當地認為是害蟲。入侵北美洲和欧洲地区，已被欧洲和北美的一些地区列为检疫性有害生物。

## 形态
成虫体长19－39毫米，宽6－13.5毫米，身体漆黑有光泽；鞘翅上有白色毛斑约20个，呈不规则横列；老熟幼虫体长45－50毫米，淡黄白色扁圆筒形。
年生一代；雌性星天牛一次可以產達200顆卵，而每顆卵都會被分開藏在樹皮中。當幼蟲孵化時，它會咀嚼入樹內，造成一條通道用來結蛹。由產卵至結蛹及成蟲為期可以達12-18個月。

## 食物
星天牛寄主广泛，取食36个科100余种植物。

## 危害

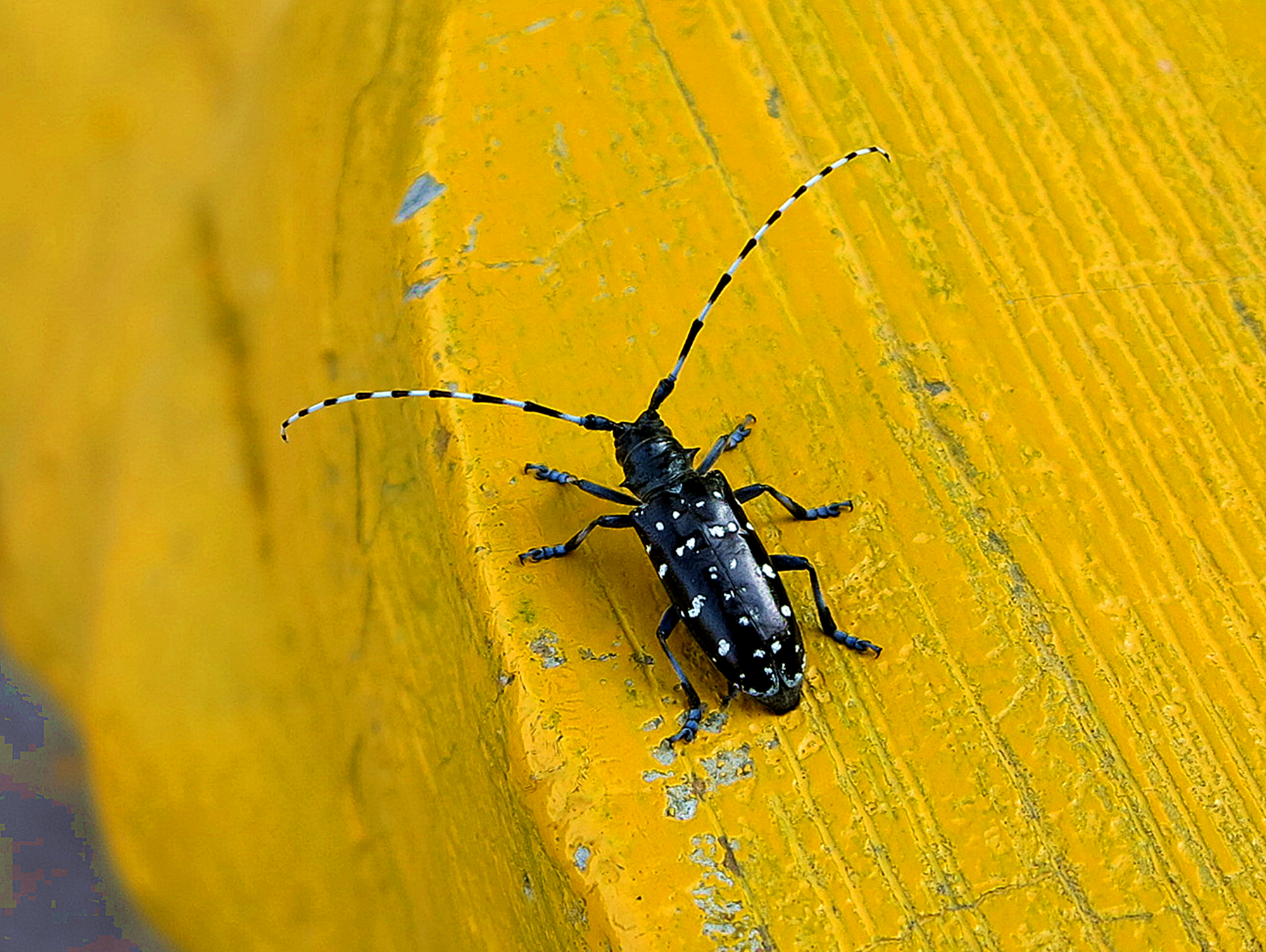
星天牛（Anoplophora chinensis）

星天牛會深入植物的莖或樹幹，至三年後才長成鑽出樹皮，因此有蟲患的樹未必會即時發現。星天牛會損害多種不同的硬木樹及灌木，例如：橡樹、櫸樹、水曲柳、柳樹、七葉樹、鵝耳櫪、榛樹、樺樹、桑樹等植物、枫属、苹果属、柑橘屬、日本柳杉、楊屬、榕屬、木槿屬、野桐屬、懸鈴木屬、梨屬、薔薇屬等樹種、山核桃、木麻黃属、無花果、木豆、苦楝、荔枝等。英國曾發現有星天牛隨同雞爪槭經郵購從中國傳入。
星天牛在北美洲造成了前所未有的環境破壞，它們會攻擊健康的樹，且沒有天敵。不單只綠化帶、市區園林及後花園的樹有危險，連果園、森林、瀕危的鮭魚及野生環境也受到影響。

## 外部連結
- DEFRA/CSL and Forestry Commission UK
- 星天牛